# NGC 4884
NGC 4889 (други обозначения – NGC 4884, UGC 8110, MCG 5-31-77, ZWG 160.241, DRCG 27 – 148, PGC 44715) е гигантска елиптична галактика (E) в съзвездието Косите на Вероника.
Обектът е вписан в „Нов общ каталог“ няколко пъти с обозначения NGC 4884, NGC 4889.